# Oublie-moi
Oublie-moi is een nummer van de Canadese zangeres Cœur de pirate uit 2015. Het is de eerste single van derde studioalbum Roses.
De originele versie van het nummer is Engelstalig en heet "Carry On". Volgens Cœur de pirate gaat het nummer over een op de klippen gelopen giftige relatie. Ze zei dat het ging "over de overgang van mijn zeer slechte leven naar een zeer stabiel leven. Ik besefte dat ik genoeg van mezelf hield om iemand los te laten". Cœur de pirate vertaalde het nummer naar het Frans, zodat het ook in Frankrijk en Québec succes kon boeken. Het nummer was met een 62e positie een mager succesje in Canada, maar in Frankrijk werd het met een 21e positie wel een hit.

## Tracklijst
- Muziekdownload

1. "Oublie-moi" - 3:38